# کیم جونگ-چول
کیم جونگ-چول (انگلیسی: Kim Jung-chul؛ زادهٔ ۱ ژانویهٔ ۱۹۷۱) بازیکن هاکی روی چمن اهل کره جنوبی بود.
از افتخارات وی میتوان به کسب مدال نقره در بازی‌های المپیک تابستانی ۲۰۰۰ اشاره‌کرد.